# La segunda Celestina
La segunda Celestina es una comedia escrita por Agustín de Salazar y Torres, que quedó inconclusa a la muerte del autor. Juan de Vera Tassis, editor del autor, escribió un final para esta comedia y la llamó El encanto es la hermosura o el hechizo sin hechizo. Por otra lado, se atribuye a Sor Juana Inés de la Cruz la autoría de otra versión de la tercera jornada, aunque existe polémica al respecto; fue propuesta por Octavio Paz y Guillermo Schmidhuber (México: Editorial Vuelta, 1990). Georgina Sabat-Rivers y Luis Leal han apoyado la posibilidad. La obra es en realidad una anti-Celestina, ya que la protagonista se vale de su habilidad en la obtención de informaciones para prestigiar sus dotes adivinatorias. Además en la obra aparecen parodias de conjuros y se hace un cómico retrato de la hechicera a cargo del gracioso Tacón. 
A. Evidencia documental que prueba que sor Juana colaboró con la obra de Salazar y Torres:
A.1 Cita de Celestina en Los empeños de una casa: 
La misma sor Juana nos dejó una prueba fehaciente de su coautoría. En el segundo sainete del festejo de A. Evidencia documental que prueba que sor Juana colaboró con la obra de Salazar y Torres:
			ARIAS
¿No era mejor hacer a Celestina/ 
en que vos estuvisteis tan gracioso,/ 
que aun estoy temeroso/ 
—y es justo que me asombre—/ 
de que sois hechicera en traje de hombre?/ 
			MUÑOZ
Amigo, mejor era Celestina,/ 
en cuanto a ser comedia ultramarina:/ 
que siempre las de España son mejores,/ 
y para digerirles los humores,/ 
son ligeras; que nunca son pesadas/ 
las cosas que por agua están pasadas./ 
Pero la Celestina que esta risa/ 
os causó, era mestiza/ 
y acabada a retazos,/ 
y si le faltó traza, tuvo trazos,/ 
y con diverso genio/ 
se formó de un trapiche y de un ingenio./ 
Este diálogo es prueba de que sor Juana hizo una comedia en colaboración: 
1.	La mención aparentemente innecesaria de Celestina.
2.	La referencia a la coautoría “mestiza” y acabada a “retazos”.
3.	El calificar a Salazar de ingenio —facultad o sujeto que sutilmente discurre o inventa trazas, modos, máquinas y artificios— y a ella misma de trapiche —el ingenio pequeño donde se fabrica el azúcar (Diccionario de Autoridades, 1726). 
4.	La información de que “si le faltó traza”, invita a sospechar la carencia de un plan general (Traza: la primera planta o diseño que propone, e idea el artífice para la fábrica de algún edificio u otra obra; también significa truco, como en “hombre pobre todo traza”).
5.	La presencia de “trazos”, en la formación de la comedia, es decir la participación varia en la delineación con que se forma el diseño u planta de cualquier cosa (Diccionario de Autoridades). 
6.	La palabra trapiche es un mexicanismo existente hasta nuestros días con el significado de contrabando.Este diálogo es determinante para la adjudicación autoral a sor Juana de una comedia hecha en colaboración y con el personaje de Celestina.
A.2 Cita de una obra compartida en Fama y obras pósthumas: La indicación del editor Juan Ignacio de Castorena y Ursúa en Fama y obras posthumas   (1700) sobre una obra escrita en colaboración por Salazar y Torres y sor Juana, quien en el “Prólogo a quien leyere” enlista las obras aún no editadas y se menciona ésta: "Un poema que dejó sin acabar don Agustín de Salazar, y perficionó con graciosa propiedad la poetisa; cuyo original guarda la estimación discreta de don Francisco de la Heras...Por ser propio del primer tomo, no lo doy a la estampa en este libro, y se está imprimiendo para representarse a Sus Majestades" (Sor Juana Inés de la Cruz,Fama y obras posthumas: p. 87). Este prólogo afirma la existencia de un “poema” en colaboración, entendiendo esta palabra con la acepción más amplia, por el comentario de la representación en la corte debió ser una comedia.
A.3 Confluencia de vidas entre Agustín de Salazar y Sor Juana: Una prueba fundamental para fundamentar la posibilidad histórica de la coautoría es la estancia de Salazar y Torres en la Nueva España, en donde vivió la mitad de su vida. Salazar nació doce años antes que sor Juana y murió cuando la monja tenía 27 años (partiendo de 1648). En el capítulo Confluencia de vidas se presenta la información a este respecto. No hay constancia de que ambos autores llegaran a conocerse personalmen¬te, porque cuando Salazar regresó a España, la niña Juana Inés tenía sólo doce años, aunque ya hacía cuatro que vivía en la capital de la Nueva España. De los dieciséis a los veinte años, la joven Juana Inés pasó un periodo en la corte del marqués de Mancera, quien fue virrey desde 1664 a 1673. En 1669, Juana Ramírez decidió seguir el camino de perfección en la vida conventual y siete años después se fecha La segunda Celestina (1676), la comedia que dejó inconclusa Salazar. En el capítulo anterior se elabora con mayor detalle esta confluencia de vidas.
A.4 Popularidad de Salazar en la Nueva España: Agustín de Salazar fue uno de los literatos de su época más apreciados, tanto en la península como en la Nueva España. Un dato importante descubierto por Armando de María y Campos es la representación de esta comedia en el Coliseo de Ciudad de México en 1679, además de otras dos obras de Salazar que subieron a escena entre 1677 y 1679 (Elegir al enemigo y Los juegos olímpicos); estos estrenos que comprueban la fama de este autor en la Nueva España (98).  Se conoce la producción colonial de También se ama en el abismo del mismo autor en Perú, en 1711. En el Certamen a la Inmaculada llevado a cabo en la Ciudad de México en 1654, se incluye una loa en la que menciona laudatoriamente a Salazar y Torres, calificándolo de “Segundo Anastasio Pantaleón [de Ribera] de nuestros tiempos”, con referencia al madrileño contemporáneo de Lope que gozaba igualmente de popularidad trasatlántica. El editor de este certamen es el Pbro. Juan de Guevara, quien posteriormente colaboraría con sor Juana al escribir la comedia Amor es más laberinto. Por otro lado, varios estudios críticos han apuntado la influencia de Salazar en la obra poética de sor Juana.  
A.5 Fecha póstuma de La gran comedia de La segunda Celestina: La loa que antecede a La segunda Celestina lleva en el título la fecha de 1675, año de la muerte de su autor. Considero que esta es obra exclusiva de Salazar y Torres. Nótese que 1676 no es el año de edición de la loa. La fecha de 1676 incluida en el título de la comedia hace pensar en el año de la conclusión de la comedia inacabada, o en una anotación del editor para indicar el “perficionamiento póstumo”. Nótese que 1676 no es el año de edición de la suelta. No hay información que pruebe que la colaboración de sor Juana fue escrita en 1676, como es indicado en el título de la comedia, porque este debió ser redactado por el editor en España, ya que el estreno no podía preverse desde Nueva España: “Fiesta para los años de la Reyna nuestra señora” (43). 
A.6 Posible intermediario con sor Juana: El marqués de Mancera—quien fue virrey en el tiempo en que Juana Inés vivió en el palacio virreinal—poseía gran influencia en la corte de la reina Mariana de Austria a finales de la década de 1670, por lo que es plausible que este personaje actuara como el intermediario para que sor Juana terminara la comedia. A la muerte de Felipe IV, la reina Mariana de Austria ocupó la regencia hasta la mayoría de edad de su hijo Carlos II (23 de enero de 1677), último monarca de la casa de los Austria. Octavio Paz también ha sugerido que “fue el marqués de Mancera al que se le ocurrió enviar la comedia a sor Juana para que la terminase”. 
Las Evidencias Temática y Lingüística también apuntan a la colaboración de sor Juana.